# جيمس بروك (موسيقي)
جيمس بروك (بالإنجليزية: James Brooke)‏ هو موسيقي أسترالي، ولد في 4 أكتوبر 1986 في ملبورن في أستراليا.

## وصلات خارجية
- الموقع الرسمي